# هو إدواردز
هو إدواردز (بالإنجليزية: Huw Edwards) هو صحفي بريطاني، ولد في 18 أغسطس 1961 في بريدجند ‏ في المملكة المتحدة. ونظرًا لكونه مقدم بي بي سي نيوز للأخبار العاجلة الرئيسية في المملكة المتحدة، يُقدم إدواردز برنامج الأخبار الأكثر مشاهدة في بريطانيا، بي بي سي نيوز في العاشرة، وهو البرنامج الإخباري الرائد للشركة.

## الحياة الشخصية
هو إدواردز متزوج من فيكي فليند، وهي منتجة لهيئة الإذاعة البريطانية. ويعيش الزوجان في دولويتش بلندن، مع أطفالهما الخمسة: دان، وعاموس، وهانا، وريبيكا وسامي. هو إدواردز هو مسيحي نشيط ويتردد على الكنيسة أسبوعيًا.

## الإيقاف عن العمل والاستقالة
قامت محطة بي بي سي في يوليو 2023 بإيقاف هو إدواردز عن العمل بعد أن تم اتهامه بدفع مبالغ مالية لقاصر في مقابل الحصول على صور إباحية، حيث أدخل إدواردز المستشفى بسبب معاناته مشكلات اكتئاب، وفي 22 أبريل 2024 قدّم إدواردز استقالته من المحطة البريطانية حيث أصدرت المحطة بيان جاء فيه " إدواردز قدم استقالته اليوم وغادر بي بي سي وأضافت أن هيو الذي عمل لمدة 40 عاماً شرح أنه اتخذ قراره بناءً على نصائح أطبائه".

## وصلات خارجية
- هو إدواردز على موقع IMDb (الإنجليزية)
- هو إدواردز على موقع ميوزك برينز (الإنجليزية)
- هو إدواردز على موقع قاعدة بيانات الفيلم (الإنجليزية)